# الحسن کیتا (بازیکن فوتبال، زاده ۱۹۹۲)
الحسن کیتا (انگلیسی: Alhassane Keita؛ زادهٔ ۱۶ آوریل ۱۹۹۲) بازیکن فوتبال اهل گینه است.
از باشگاه‌هایی که در آن بازی کرده است می‌توان به باشگاه فوتبال متس و باشگاه فوتبال لیرسه اشاره کرد.
وی همچنین در تیم ملی فوتبال گینه بازی کرده است.